# Lac Saadjärv
Le lac Saadjärv (en estonien : Saadjärv) est un lac situé dans la commune de Tabivere en Estonie,.

## Description
Situé à la frontière entre le comté de Tartu et le comté de Jõgeva, le Saadjärv est l'émissaire du Mudajõgi.
Le lac a une superficie de 725 hectares et mesure 6,0 kilomètres de long et 1,8 kilomètres de large. Les collines entourant le lac sont des drumlins formés à la fin de la dernière période glaciaire, il y a environ 14 700 à 14 000 ans.
L'ensemble de la zone de drumlins ou Vooremaa est constitué du terrain vallonné du champ de drumlins de Saadjärvi, où alternent forêts mixtes et terres arables. 
Le lac a une orientation nord-ouest-sud-est. Du côté nord-est du lac s'élève le Saadjärve voor, qui est encore plus long que le lac, et qui est l'un des drumlins  entourant le lac.
Le lac a été sondé et la profondeur maximale mesurée du lac est de 25 mètres, tandis que la profondeur moyenne est d'environ 8 mètres. Le volume du lac serait de 0,0566 kilomètres cubes, soit 56,6 millions de mètres cubes. 
La hauteur moyenne du niveau de l'eau est de 53,4 mètres d'altitude. Le rivage du lac mesure 19,4 kilomètres de long. Les rives sud-est sont constituées de gravier et de sable, tandis que les rives nord-ouest sont peu profondes et boueuses. À l'extrémité nord-ouest du lac, sur la rive ouest du lac, se trouve Tabivere, et à l'extrémité sud-est du lac se trouve le petit village d'Äks. Selon le Kalevipoeg, les cinq rochers mobiles situés sur les rives du lac sont des pierres liées par Kalevipoeg.

## Faune et flore
Le lac abrite, entre-autres, des gardons, des perches, des corégones blancs, des brochets et des brèmes. 
Le Potamot nageant est l'une des nombreuses especes de Potamot du lac.

## Galerie

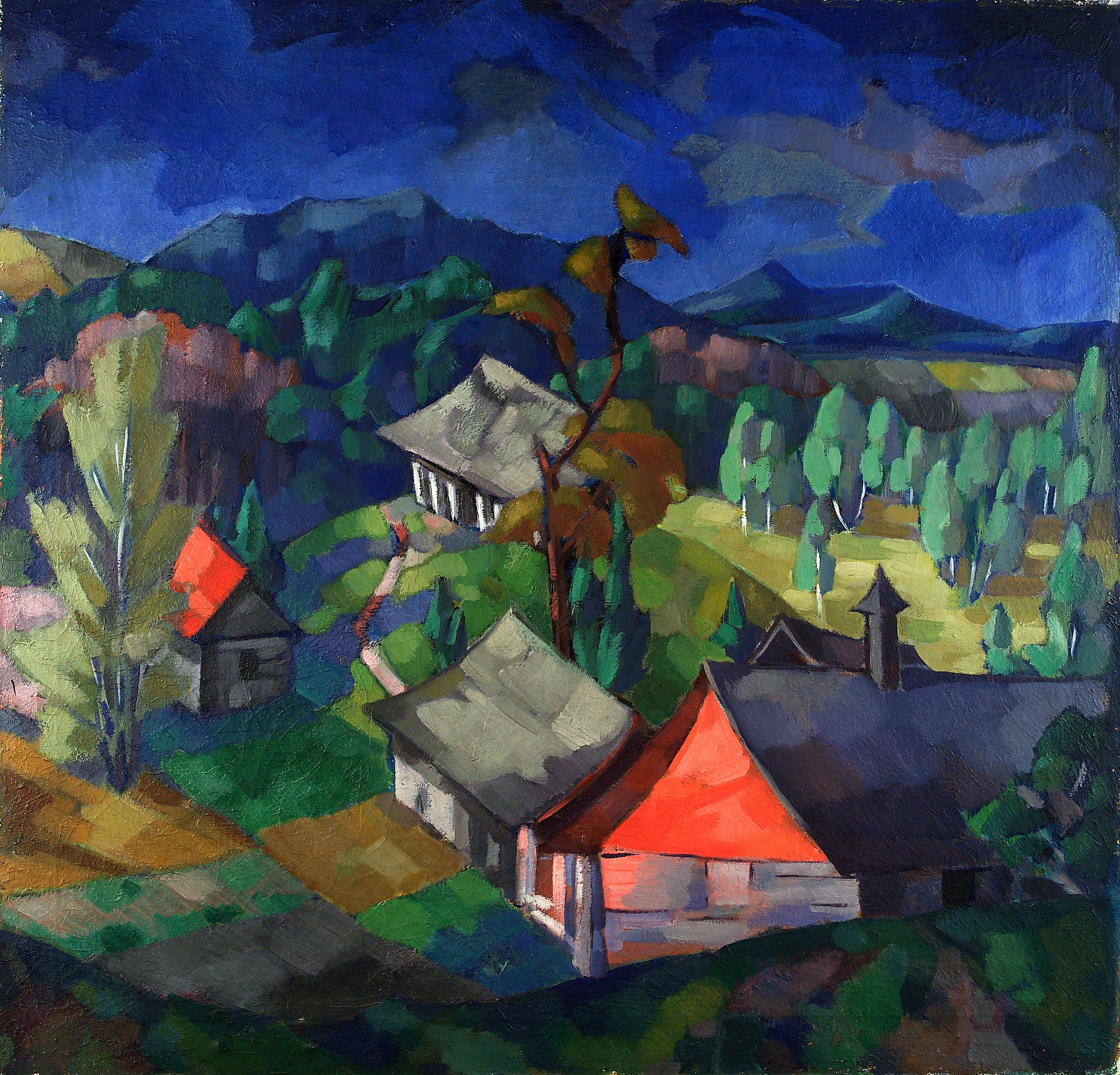
Autour du lac Saadjärv
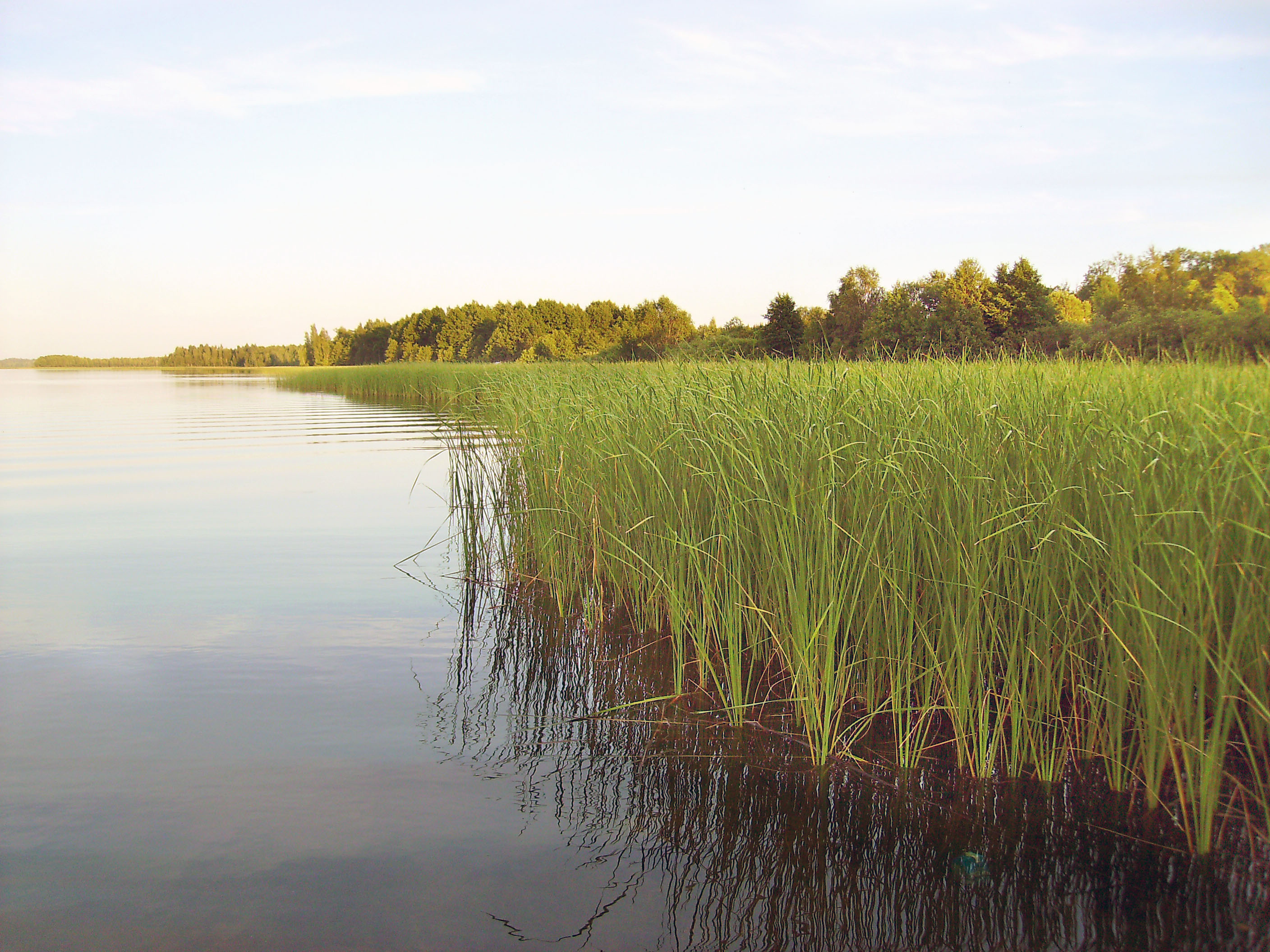
Roseaux.
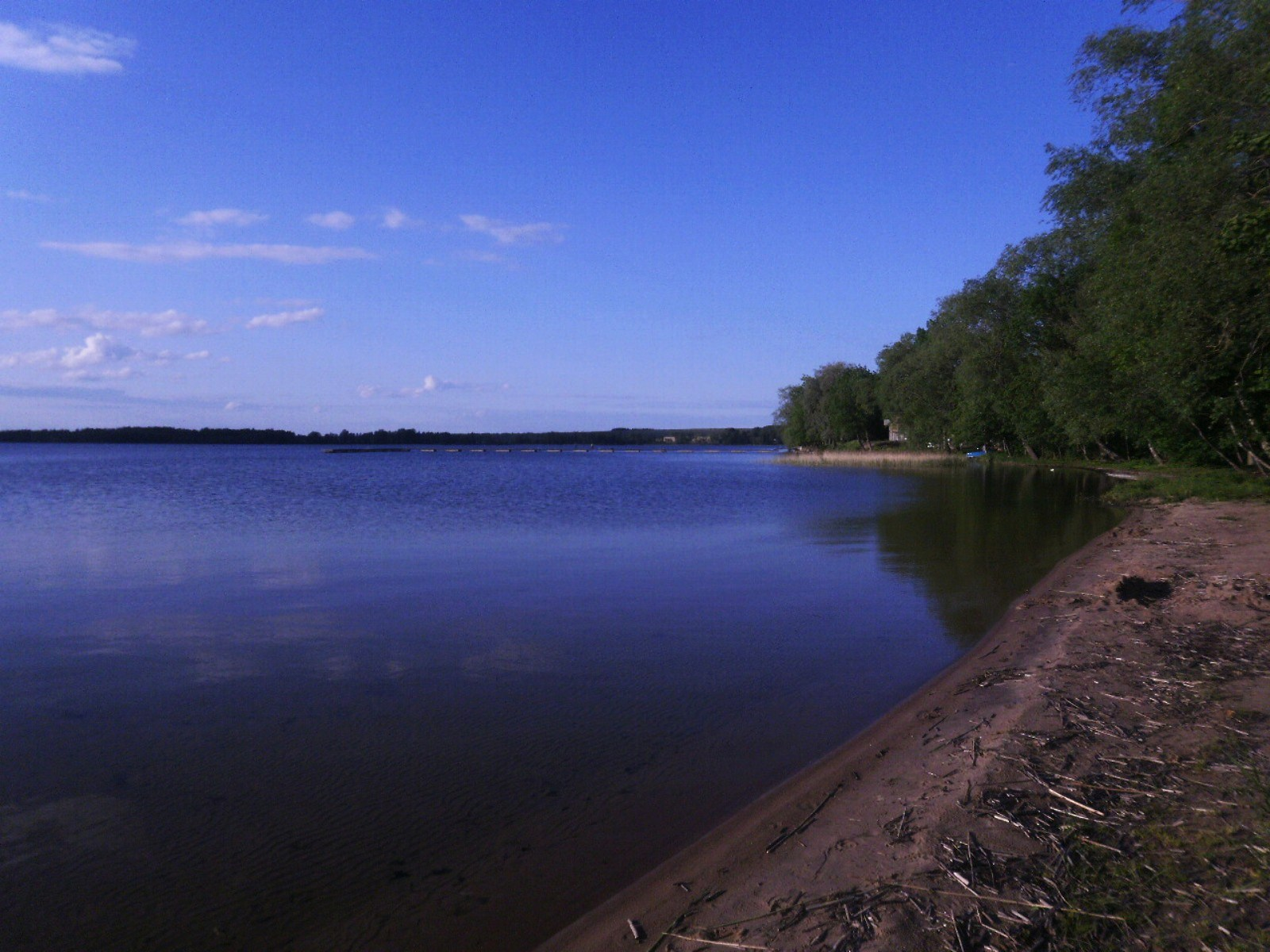
Plage de sable.
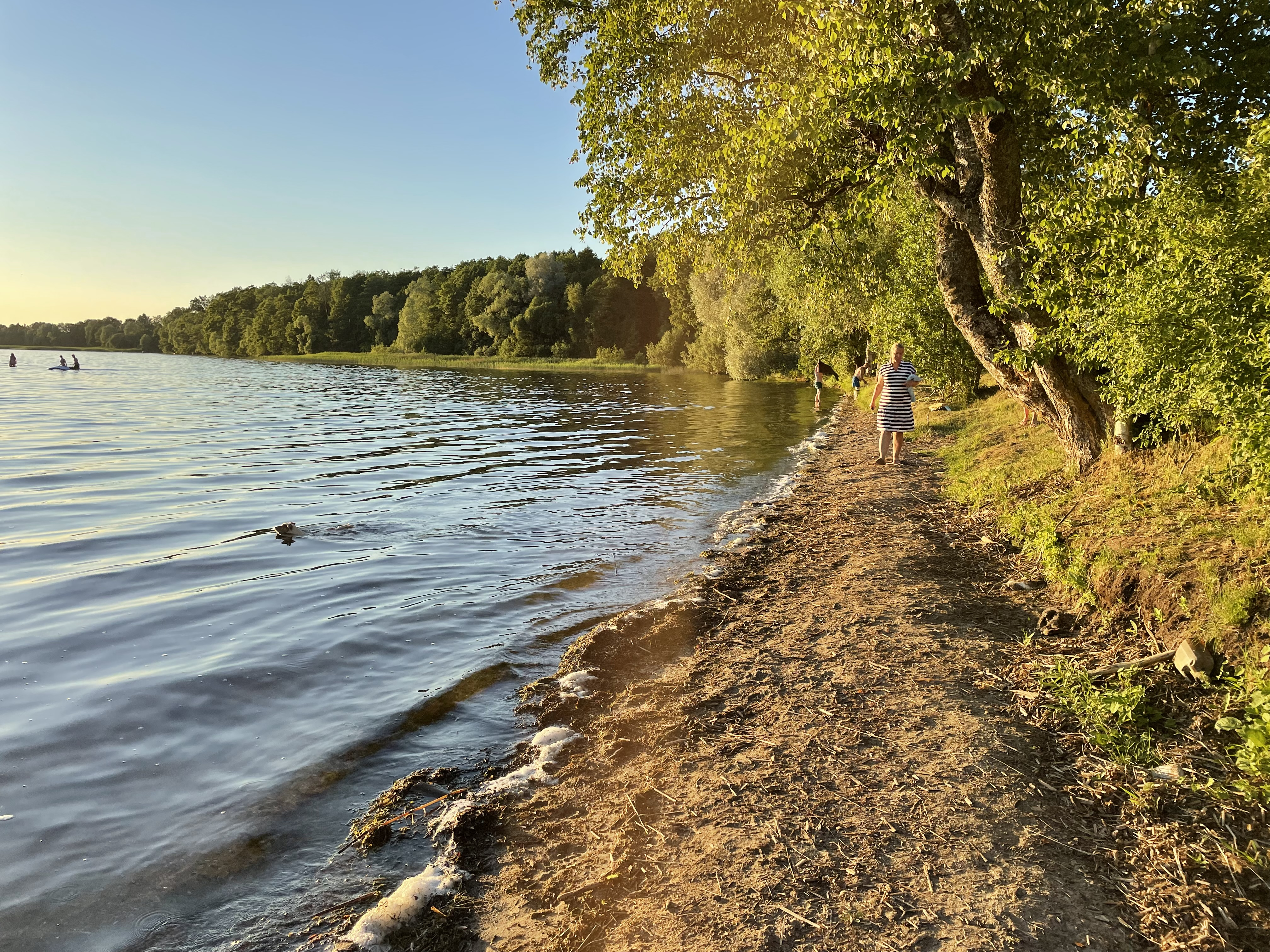

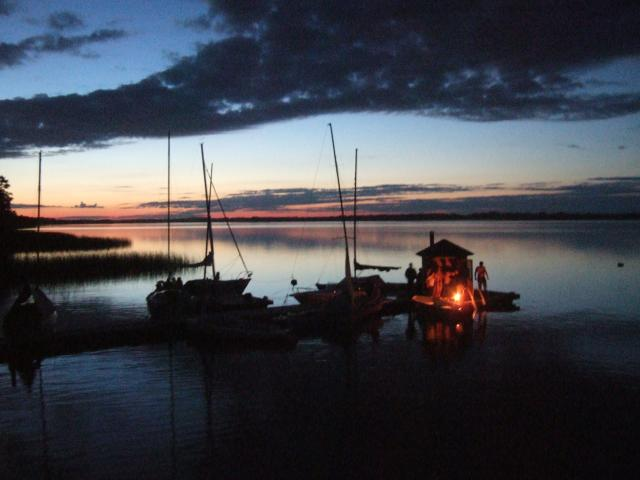
Un radeau de sauna et quelques voiliers
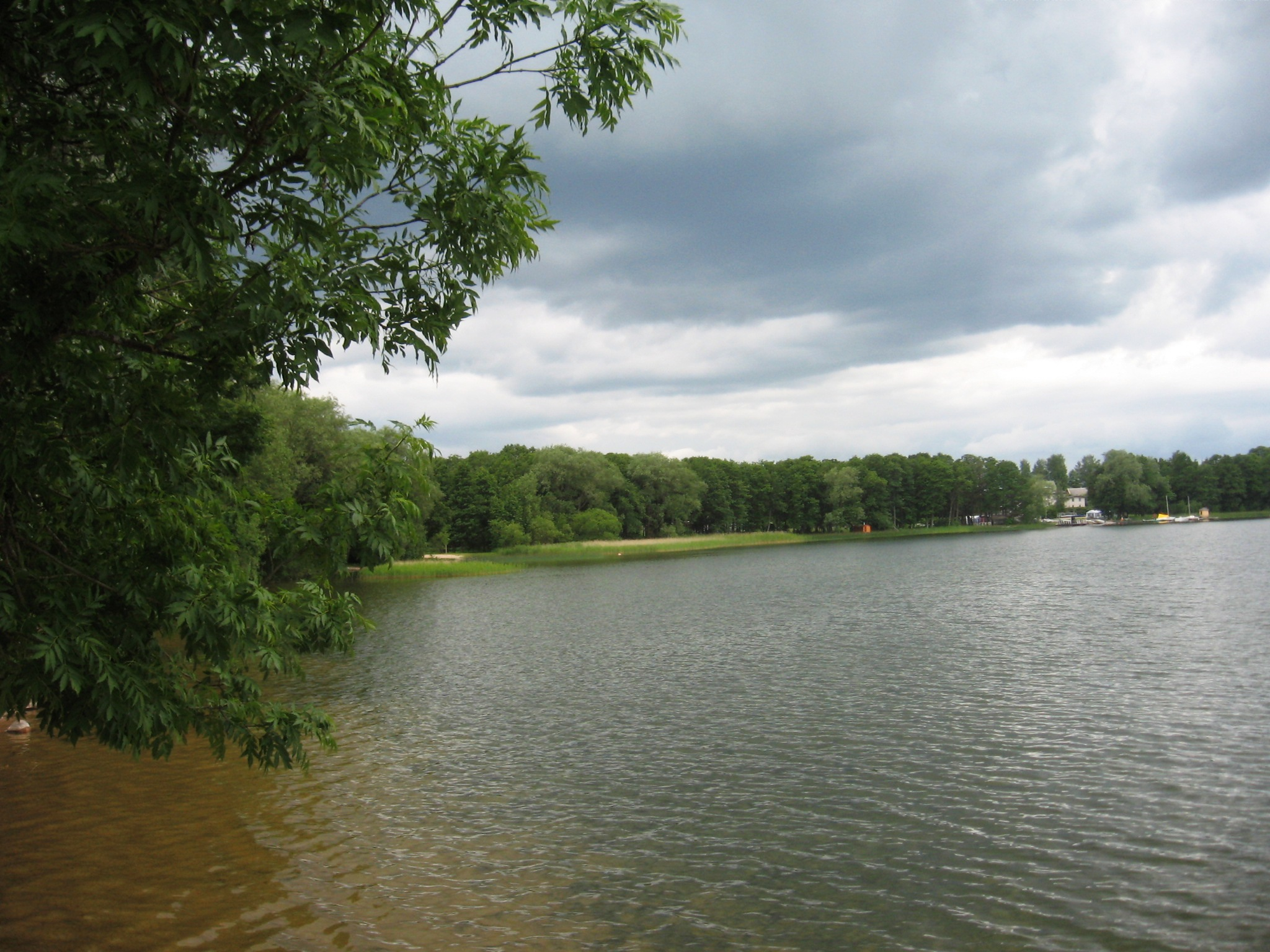
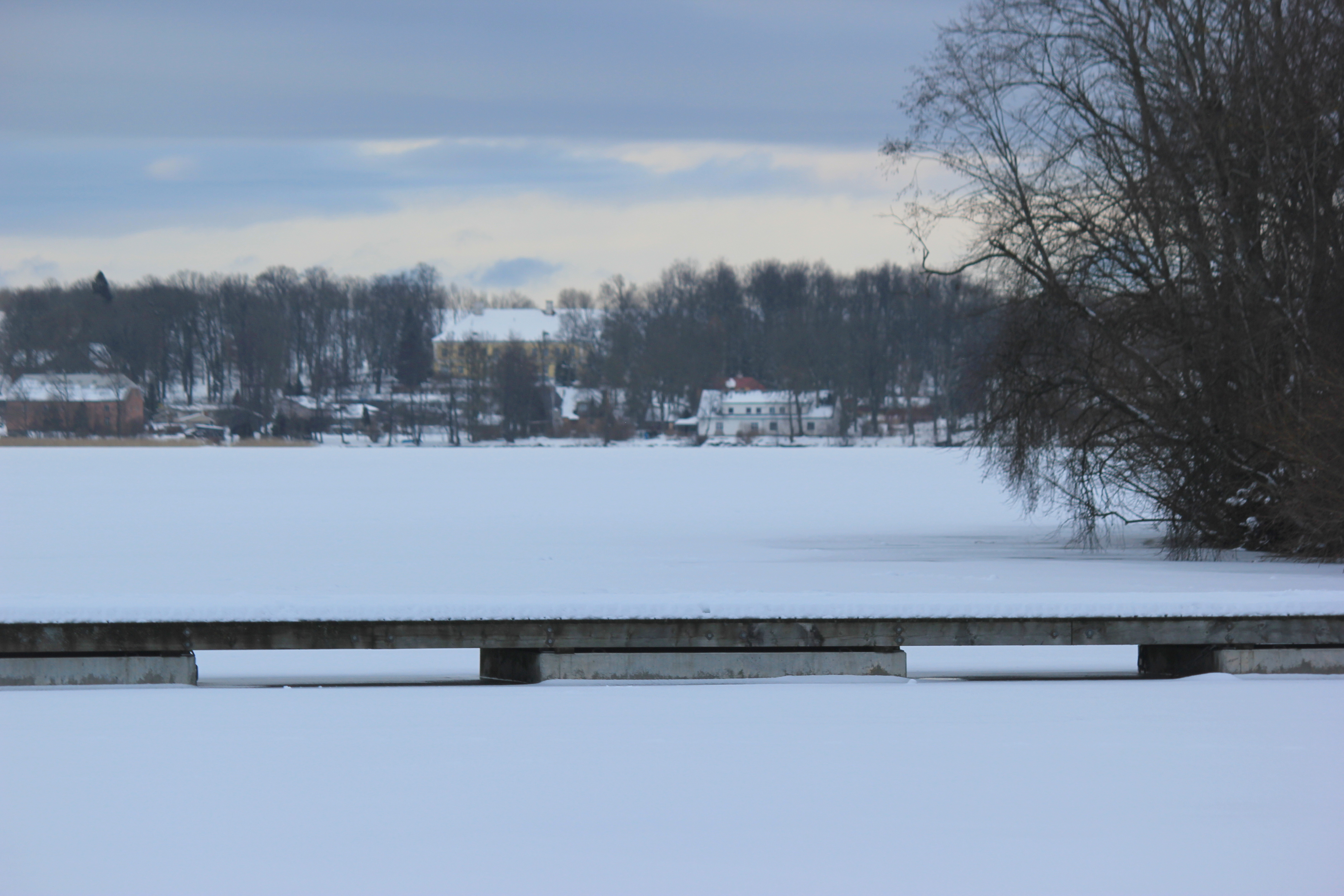
Le village d'Äksi.
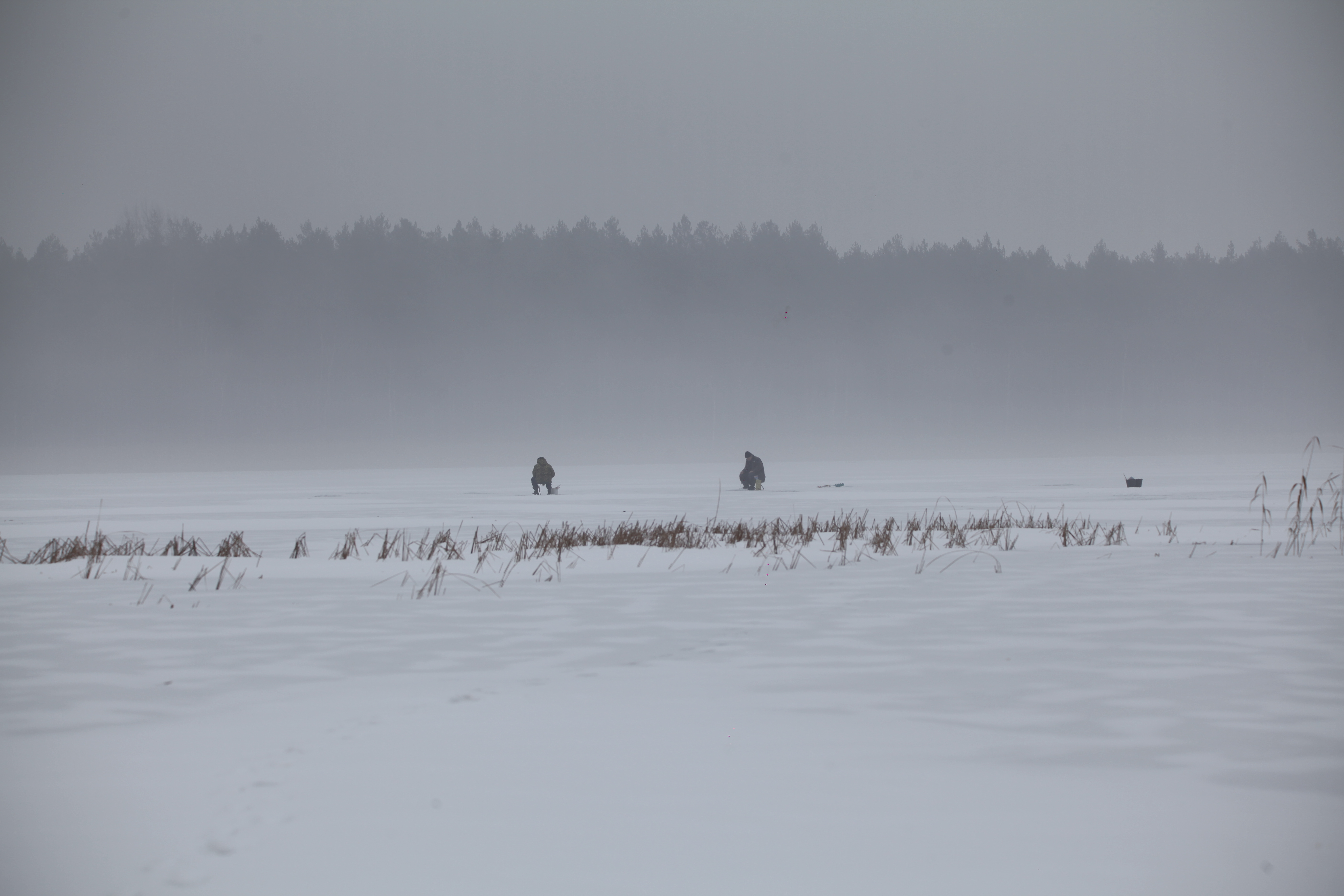
Patineurs sur glace